# ORP Grom (1950)
ORP Grom – niszczyciel radzieckiego projektu 30 bis (typu Smiełyj / typ NATO Skoryi).
Zbudowany w stoczni im. A. Żdanowa w Leningradzie pod numerem stoczniowym S-606. Stępkę położono 1 marca 1950 roku, a okręt wodowano 20 grudnia 1950 roku.
Do służby w marynarce radzieckiej wszedł 11 sierpnia 1952 pod nazwą „Sposobnyj” «Способный». Został następnie wydzierżawiony Polskiej Marynarce Wojennej – polską banderę podniesiono 15 grudnia 1957 roku. W 1965 został odkupiony przez Polskę. Wchodził w skład 7 Dywizjonu Niszczycieli na Oksywiu. Brał udział w wizytach kurtuazyjnych, m.in. w 1959 w Kopenhadze i Breście oraz w 1965 w Narviku. W 1972 został przeniesiony do rezerwy i przebazowany do Świnoujścia. Wycofany ostatecznie ze służby w kwietniu  1973, częściowo rozebrany ok. 1977 i zatopiony w pobliżu portu na Helu jako element falochronu. Kolejno nosił numery burtowe: „53” i (od 1960) „273”.
Polskie niszczyciele tego typu: ORP Grom (II), ORP „Wicher” (II).